# Одор, Людовит
Людовит (Лайош) Одор (словац. Ľudovít Ódor, венг. Ódor Lajos; род. 2 июля 1976, Комарно, Чехословакия) — словацкий политический и государственный деятель, экономист. Премьер-министр Словакии с 15 мая по 25 октября 2023 года. В прошлом — заместитель председателя Национального банка Словакии (2018—2023), советник премьер-министра Иветы Радичовой и министра финансов Ивана Миклоша.

## Биография
Родился 2 июля 1976 года в Комарно в Чехословакии. Этнический венгр, родной язык — венгерский.
В 1999 году получил степень магистра математики и менеджмента на факультете математики и физики Университета Коменского в Братиславе. После окончания учёбы в апреле 1999 года он начал работу аналитиком финансового рынка в Чехословацком коммерческом банке, где проработал два года. Впоследствии он стал экономистом Словацкого рейтингового агентства, а спустя почти два года присоединился к государственной администрации в качестве главного экономиста Министерства финансов Словацкой Республики и директора Института финансовой политики.
В январе 2006 года он стал членом банковского совета Национального банка Словакии и исполнительным директором по исследованиям. С сентября 2010 по апрель 2012 года он был советником премьер-министра Иветы Радичовой и министра финансов Ивана Миклоша.
В сентябре 2015 года стал вице-председателем Ассоциации независимых фискальных советов в Европейском союзе и занимал эту должность до октября 2017 года. После этого он год и месяц был членом наблюдательного совета Словацкого сберегательного банка, а до февраля 2018 года — членом совета по бюджетной ответственности.
20 февраля 2018 года стал заместителем председателя Национального банка Словакии.
Людовит Одор является соучредителем Института финансовой политики, Совета по бюджетной ответственности и Подразделения по соотношению цены и качества. Своей деятельностью он способствовал введению пропорционального налогообложения, реформе управления публичными финансами, стратегии введения евро, закону о долговом тормозе и реформе первого и второго уровней пенсионной системы.
В прошлом он был членом нескольких комиссий, комитетов и клубов, занимающихся экономическими вопросами, читал лекции на экономических мероприятиях.
С января 2016 года является приглашённым профессором Центрально-Европейского университета. Людовит Одор является автором книг «Экономика с первого взгляда», «Кризономия с первого взгляда», «Инвестирование с первого взгляда» и многих словацких и зарубежных экономических изданий.

## Премьер-министр (2023)
7 мая 2023 года премьер-министр Эдуард Хегер ушёл в отставку. Президент Зузана Чапутова 15 мая назначила премьер-министром Словакии Людовита Одора, а по предложению Одора — членов его правительства.

### Внутренняя политика
Согласно его веб-сайту, Одор верит в прагматизм и доказательную экономику.

## Публикации

### Монографии
- Ľudovít Ódor. Základné makroekonomické proporcie vývoja ekonomiky Slovenska v roku 2003 z pohľadu podnikov / Ľudovít Ódor, Katarína Kohútiková. — Bratislava : Slovenská obchodná a priemyselná komora, 2003. — P. 77. — ISBN 80-89105-07-6.
- Ľudovít Ódor. Ekonómia z nadhľadu : alebo 50 zamyslení nielen pre ekonómov. — Bratislava : Trend Holding, 2007. — P. 187. — ISBN 978-80-968853-7-4.
- Ľudovít Ódor. Krízonómia z nadhľadu : alebo trochu recesie v časoch recesie. — Bratislava : Trend Holding, 2009. — P. 203. — ISBN 978-80-89357-03-1.
- Miroslav Beblavý. The Euro Area and the Financial Crisis / Miroslav Beblavý, David Cobham, Ľudovít Ódor. — Cambridge University Press, 2011. — P. 372. — ISBN 978-1-107-01474-9.
- Ľudovít Ódor. Investovanie z nadhľadu : alebo na ceste k nižším dlhom. — Bratislava : Trend Holding, 2015. — P. 215. — ISBN 978-80-89357-11-6.
- Ľudovít Ódor. Rethinking Fiscal Policy after the Crisis. — Cambridge University Press, 2017. — P. 638. — ISBN 978-1-107-16058-3.
- Ľudovít Ódor. Rýchlokurz geniality : 42 otázok a odpovedí, ktoré vám pomôžu pochopiť dnešný svet. — Bratislava : N Press, 2022. — P. 655. — ISBN 978-80-8230-091-1.